# Ballet Nimba
Ballet Nimba de Guinée est une compagnie de danse-théâtre africaine et un artiste d'enregistrement musical. Il s'agit du premier du genre à être basé au Pays de Galles, au Royaume-Uni. Elle a été fondée en 2010 par le chorégraphe guinéen Idrissa Camara. Elle est composée d'un collectif d'une quinzaine de danseurs et musiciens.

## Histoire
Ballet Nimba, la première et la seule compagnie de danse professionnelle noire du Pays de Galles, a été fondée par le chorégraphe guinéen Idrissa Camara en mai 2010, à la suite de l'obtention d'une subvention du Conseil des arts du Pays de Galles,.

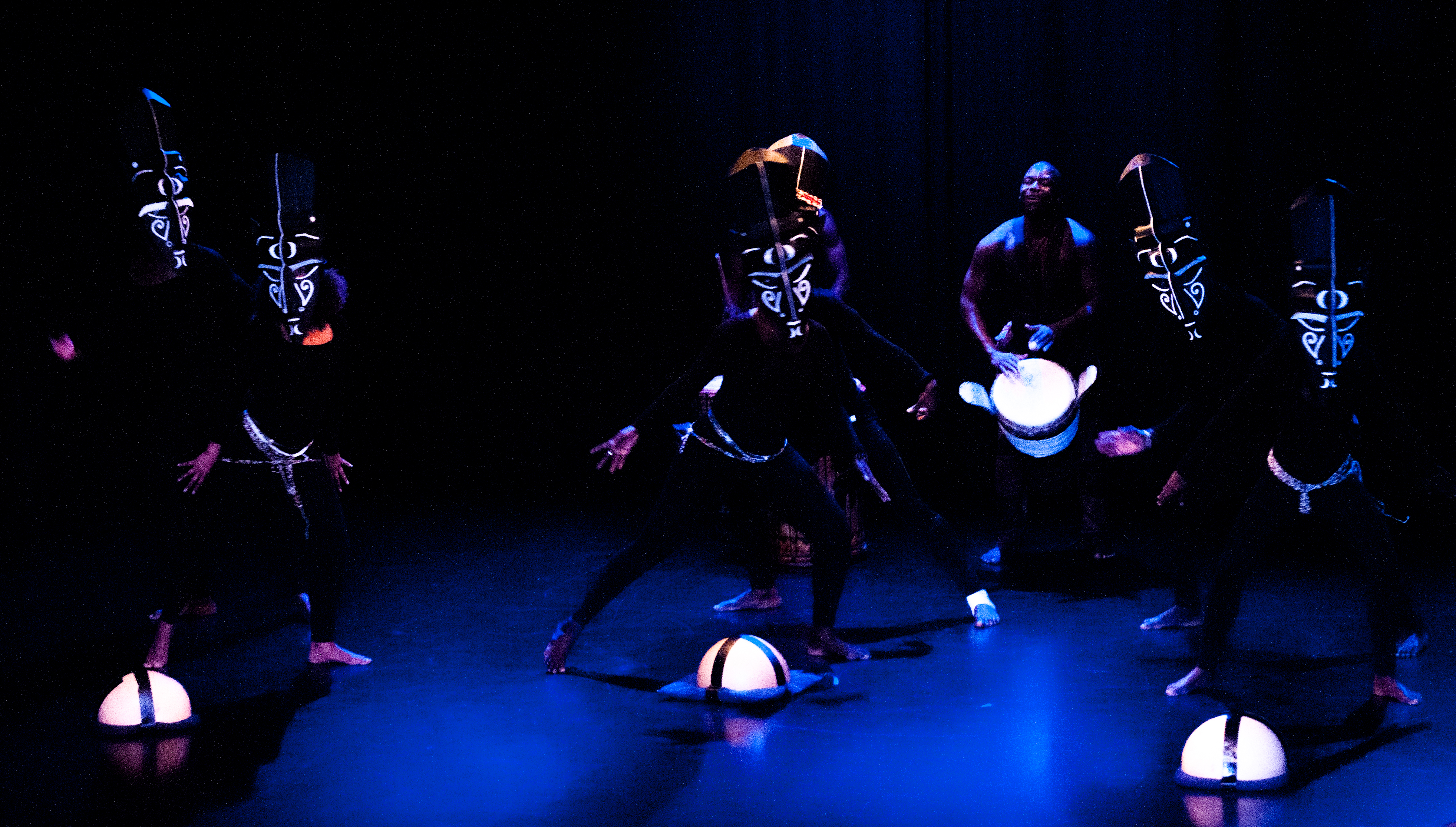
Les masques en production "Bagatai" 2013

Le Ballet Nimba présente la danse et la musique traditionnelles et contemporaines d'Afrique de l'Ouest, avec une forte présence dans le secteur de la danse noire. Idrissa Camara a été désignée comme l'une des 10 personnes les plus susceptibles de se rencontrer lors du Decibel Performing Arts Showcase 2010, le plus grand événement biannuel de l'Arts Council England promouvant la diversité et l'égalité dans les arts.En 2013, Idrissa a reçu une bourse Trailblazer de l’Association de Danse de la Diaspora Africaine.Ces bourses de pionnier 2013-2014 ont été décernées « en reconnaissance de l'étincelle créative, de l'ambition et du potentiel de leadership ». Le Ballet Nimba s'inspire de la tradition du « Ballet africain » née en Guinée pour raconter les histoires des Griots  à l'aide de chorégraphies artistiques et rendues célèbres par les Ballets Africains.Le nom Ballet Nimba reflète non seulement l'inspiration derrière leur travail, mais est également une déclaration politique concernant la récupération du terme « Ballet » et remet en question la perception selon laquelle la danse africaine est quelque chose du passé à considérer avec nostalgie, plutôt que comme une danse dynamique et forme d'art passionnante qu'elle est.
En 2012, Ballet Nimba est devenu artiste d'enregistrement avec son premier album Saiyama et s'est produit sur la scène internationale, en tête d'affiche de festivals au Royaume-Uni et en Europe. Leur album est sorti numériquement en 2013 .On leur a demandé de participer au programme Trac Cymru pour le développement international en 2013 et ont ensuite réussi à être sélectionnés pour la tournée WOMEX Legacy en octobre 2013 .
En 2014, le Ballet Nimba produit son premier film, un film documentaire d'Idrissa Camara. Il a été projeté pour la première fois au Chapter Arts Centre de Cardiff lors du Wales Dance Platform Event. Il a eu sa première nord-américaine au Silicon Valley African Film Festival  où il a remporté le prix du meilleur court métrage documentaire.

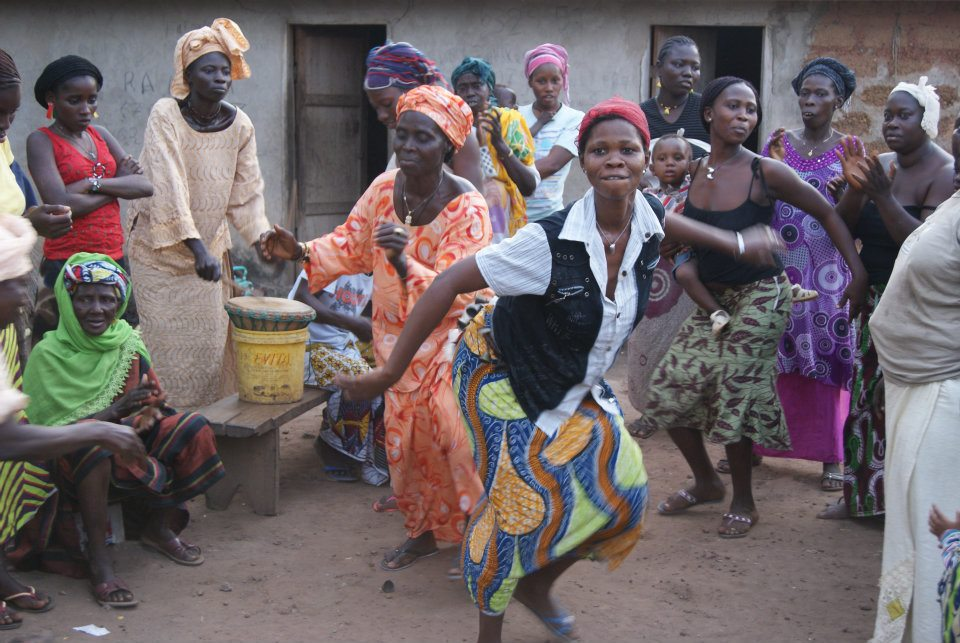
Fare-Ta, un film d'Idrissa Camara, remporte le prix du meilleur court métrage documentaire au Festival du film africain de Silicon Valley 2014

## Les performances

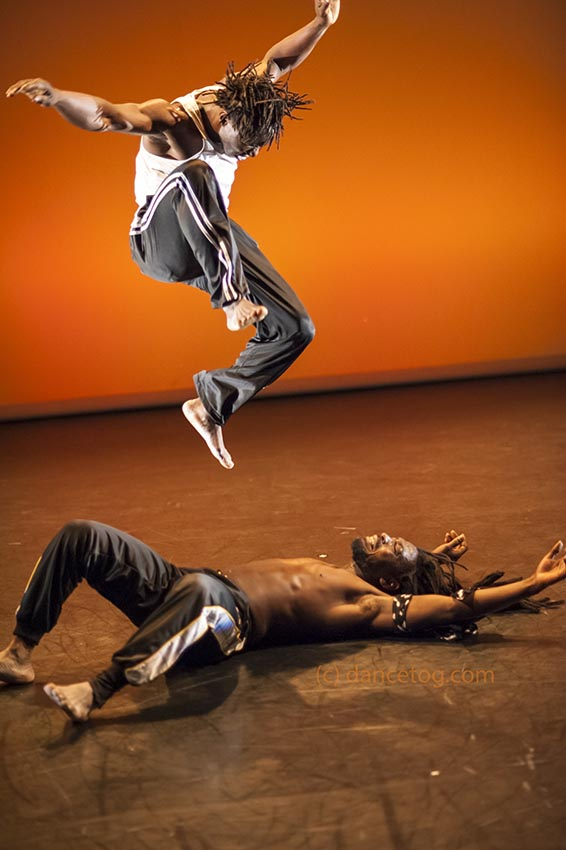
Sagatala s'intéresse à l'identité masculine dominante socialement construite, juxtaposée à la vulnérabilité de l'individu. Dansé et chorégraphié par Idrissa Camara et Oumar Almamy Camara

Les Ballet Nimba sont des ambassadeurs autoproclamés de l’art et de la culture ouest-africaine au Royaume-Uni. Les artistes viennent de plusieurs pays d'Afrique de l'Ouest et se sont produits dans tout le Royaume-Uni dans des festivals, des centres d'art et des lieux de tournée ruraux, notamment au Southbank Centre de Londres  et aux festivals britanniques de WOMAD. Leurs spectacles intègrent des danses acrobatiques, des musiciens traditionnels et du théâtre .

## Productions
- Masque spirituel, 2010
- Saiyama et Payapaya, 2011
- BagaTai (Terre des Baga), 2012
- Kobaya (2013), une pièce commandée par MYDC pour les jeunes
- Sagatala (Homme), 2014, un regard sur la masculinité d'un point de vue guinéen
- Fare-Ta (Terre de danse), un court métrage documentaire d'Idrissa Camara
- Ntokee (La façon dont tu me vois), 2014-15

## Discographie
- Sogay (Lever du soleil) 2012